# Franz Müller
Franz Robert Müller (ur. 31 grudnia 1871 w Berlinie, zm. 1 października 1945 w Fayence) – niemiecki lekarz i farmakolog.

## Życiorys
Studiował chemię i medycynę na Uniwersytecie Fryderyka Wilhelma w Berlinie i na Uniwersytecie w Heidelbergu, po ukończeniu studiów od 1898 roku pracował w Instytucie Farmakologii Rudolfa Gottlieba w Heidelbergu. W latach 1900–1914 współpracował z Nathanem Zuntzem w Berlinie, jednocześnie wykładał na Uniwersytecie Fryderyka Wilhelma jako Privatdozent i od 1912 roku profesor nadzwyczajny. W 1933 roku stracił pracę na uczelni.

## Wybrane prace
- Hans Aron, Franz Müller. Über die Lichtabsorption des Blutfarbstoffes: Erwiderung an R. v. Zeynek. Zeitschrift für Physiologische Chemie 50, ss. 443-444
- Zur Kritik des Miescher'schen Hämometers. Archiv für Physiologie, no. 5/6: 443-458 (1901)
- Ein Beitrag zur Methodik der Bestimmung der Gesammtblutmenge. Archiv für Physiologie, no. 5/6: 459-465 (1901)
- Nathan Zuntz, Adolf Loewy, Franz Müller, Wilhelm Caspari. Untersuchungsmethoden. W: Höhenklima und Bergwanderungen in ihrer Wirkung auf den Menschen: Ergebnisse experimenteller Forschungen im Hochgebirge und Laboratorium. Berlin: Bong 1906
- Beiträge zur Toxikologie des Ricins. Naunyn-Schmiedeberg's Archives of Pharmacology 42, 2-4 (1899)
- Beiträge zur Analyse der Cholinwirkung[3]. (1910)
- Emil Abderhalden, Franz Müller. Die Blutdruckwirkung des reinen Cholins. Zeitschrift für Physiologische Chemie 65, ss. 420-430 (1910)